# Ghulam Haider Hamidi

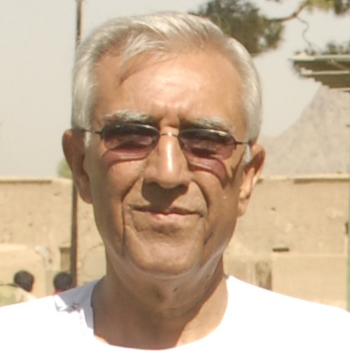
Ghulam Haider Hamidi

Ghulam Haider Hamidi (Kandahar, 1947  – aldaar, 27 juli 2011) was een Afghaans politicus. Hij was burgemeester van Kandahar. 

## Levensloop
Hamidi werd geboren in een adellijke familie. Hij studeerde aan de Universiteit van Kabul. Een groot deel van zijn leven bracht hij in de Verenigde Staten door. Tot 2006 was Hamidi accountant in Virginia. In 2007 werd hij burgemeester in Kandahar. Sindsdien werden op hem een aantal aanvallen gepleegd. 
Op 27 juli 2011 kwam een man Hamidis kantoor in Kandahar binnen, tijdens een bijeenkomst van clanleiders. De man pleegde daarop een zelfmoordaanslag met een bom die hij had verstopt in zijn tulband. Naast Hamidi kwam nog een burger om, plus de aanvaller zelf.  

## Familie
Hamidi was getrouwd en had zeven kinderen. Een van zijn dochters, Rangina Hamidi, is advocaat in de Verenigde Staten. 